# ドーパミン受容体

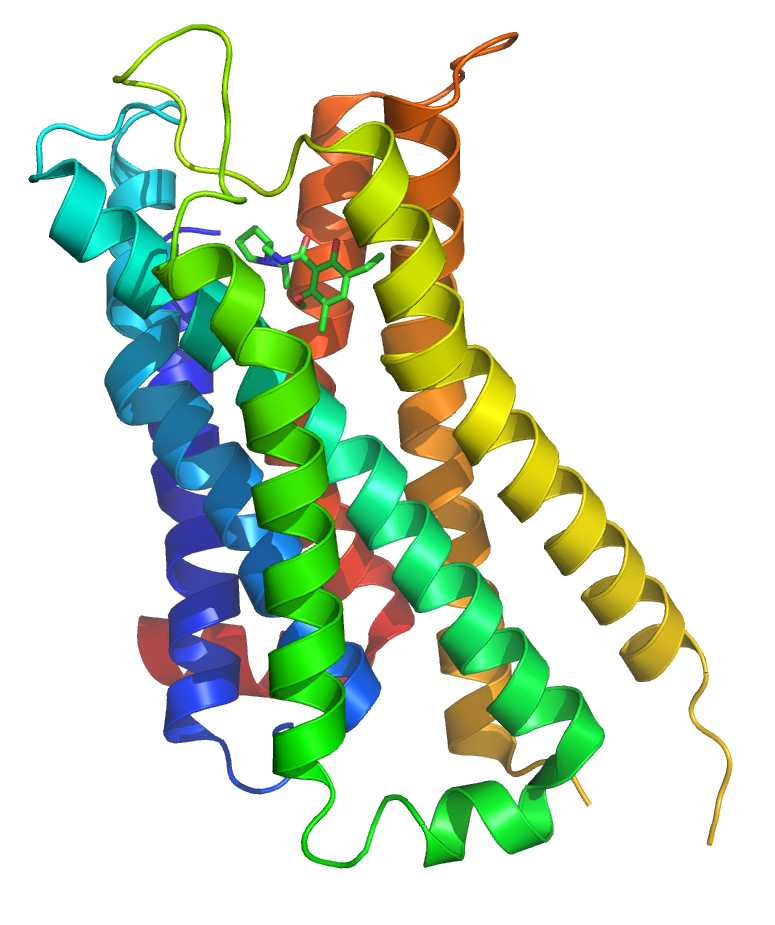
ドーパミンD_{3}受容体の構造（エチクロプリドとの複合体）

ドーパミン受容体（ドーパミンじゅようたい、英: dopamine receptor）は、主に中枢神経系にあるGタンパク質共役受容体（GPCR）の一種であり、神経伝達物質であるドーパミンと結合する。

## 分類
現在知られているドーパミンの受容体は5つある。下記の2群に分け、それぞれ興奮性、抑制性に作用すると論じられることが多いが、実際にはドーパミンの薬理学的、電気生理学的作用は単純ではない。興奮性、抑制性作用の議論は主として、即時型遺伝子 (immediate early gene, IEG) の発現の増加、減少の観察にもとづいている。

### D1様受容体ファミリー（興奮性）
D1様受容体ファミリーの活性化はGタンパク質のGαsと共役し、それによってアデニル酸シクラーゼが活性化され細胞内のcAMP濃度が上昇する。プロテインキナーゼA (PKA) の活性によってDARPP32がリン酸化される。その後の機序はまだ不明の点が多いが、即時型遺伝子の発現が上昇することから、神経細胞（ニューロン）は活動電位を生じ易くなると考えられている。ただし実際の作用は単純ではない。また、腎臓など内臓血管の平滑筋にも分布しており、cAMP濃度の上昇によって筋を弛緩させる。
D1受容体
D5受容体
D1受容体に比べると脳での発現量は少ない。

### D2様受容体ファミリー（抑制性）
D2様受容体ファミリーの活性化はGタンパク質のGαiと共役し、Gαiがホスホジエステラーゼの活性を高め、ホスホジエステラーゼによってcAMPが分解される。その後の機序にはまだ不明の点が多いが、即時型遺伝子の発現が低下することから、最終的にニューロンの発火を抑制すると考えられている。ただし実際の作用は単純ではない。
D2受容体
ヒトとラットの両方において、選択的スプライシングによって短いタイプ（D2SまたはD2 short）と、29アミノ酸だけ長いタイプ（D2LまたはD2 long）のアイソフォームが作られる。統合失調症の陽性症状を改善するのはドーパミンD2受容体拮抗作用をもつ抗精神病薬であるとされている。
D3受容体
D3受容体の発現はカレハ島（island of Calleja）や側坐核に最も顕著である。
D4受容体
この遺伝子が犬などの気質に関連すると研究される。